# NK Sveti Mihovil Preko
NK Sveti Mihovil je nogometni klub iz mjesta Preko, na otoku Ugljanu.
Trenutačno se natječe u 1. ŽNL Zadarskoj.